# Purple (Maschine)

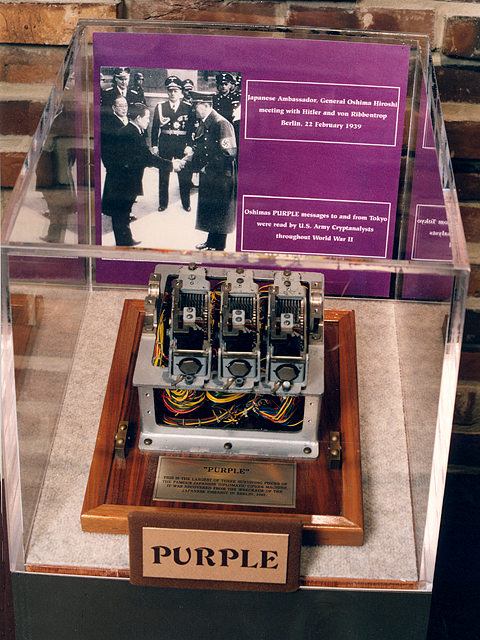
Authentische Schrittschalter der japanischen Maschine, die aus der Japanischen Botschaft in Berlin geborgen wurden und heute im National Cryptologic Museum zu sehen sind.

Purple (deutsch wörtlich: violett, lila, purpur, Schreibweise auch: PURPLE) war der amerikanische Deckname für eine Chiffriermaschine, die von Japanern vor dem Zweiten Weltkrieg konstruiert und für den diplomatischen Dienst eingesetzt wurde. Die japanische Bezeichnung war „Lateinbuchstaben-Schreibmaschine Typ 97“ (jap. 九七式欧文印字機, kyū-nana-shiki ōbun injiki), wobei die Zahl 97 für die japanische Jahreszahl 2597 entsprechend dem westlichen Jahr 1937 stand. Eine andere japanische Bezeichnung war Angooki Taipu B (暗号機B型, angō‑ki B‑gata, „Chiffriermaschine Typ B“).
Die Purple-Verschlüsselung wurde von amerikanischer Seite durch eine Gruppe um den Mathematiker William Friedman gebrochen.

## Technik und Funktion
Die Purple-Maschine bestand, wie auch die deutsche Enigma, vereinfacht dargestellt aus einer Eingabeeinheit, einer Ausgabeeinheit und dem eigentlichen kryptographisch wirksamen Schlüsselmechanismus. Zur Verschlüsselung wurde die japanische Kommunikation mittels des Hepburn-Systems in lateinische Schrift (Rōmaji) transkribiert. Die Maschine konnte bei Bedarf auch westliche Texte wortgetreu für die Übertragung verschlüsseln. Satzzeichen und Ziffern mussten vor der Verschlüsselung mittels einer Tabelle in Buchstaben umgewandelt werden.
Purple verwendete, anders als vergleichbare westliche Maschinen, jeweils eine elektrische Schreibmaschine als Eingabe- und Ausgabeeinheit. Die Maschine war aufgrund ihrer Größe nur bedingt transportabel und wurde stationär eingesetzt.

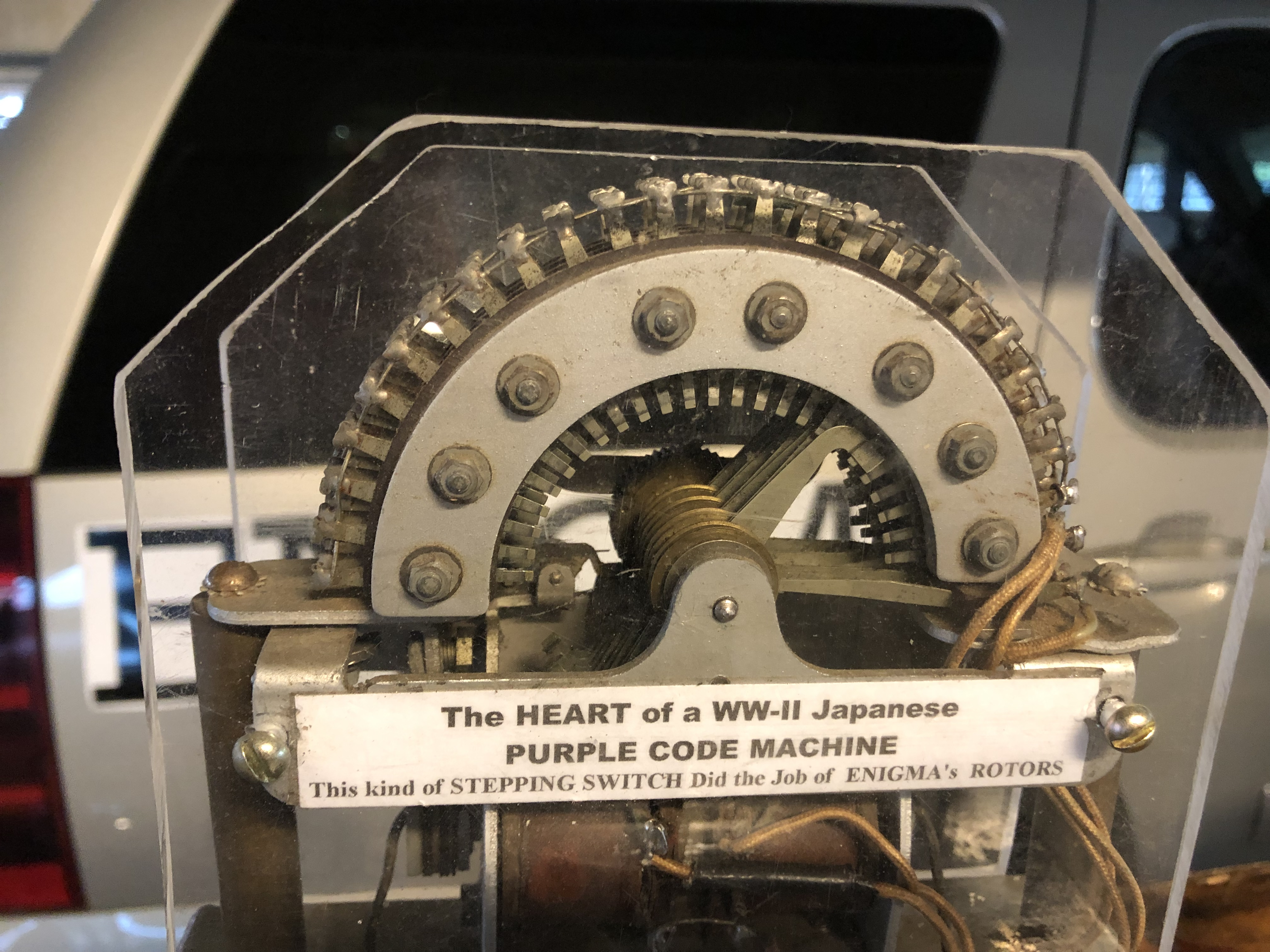
Schrittschalter wie sie von Purple genutzt wurden …

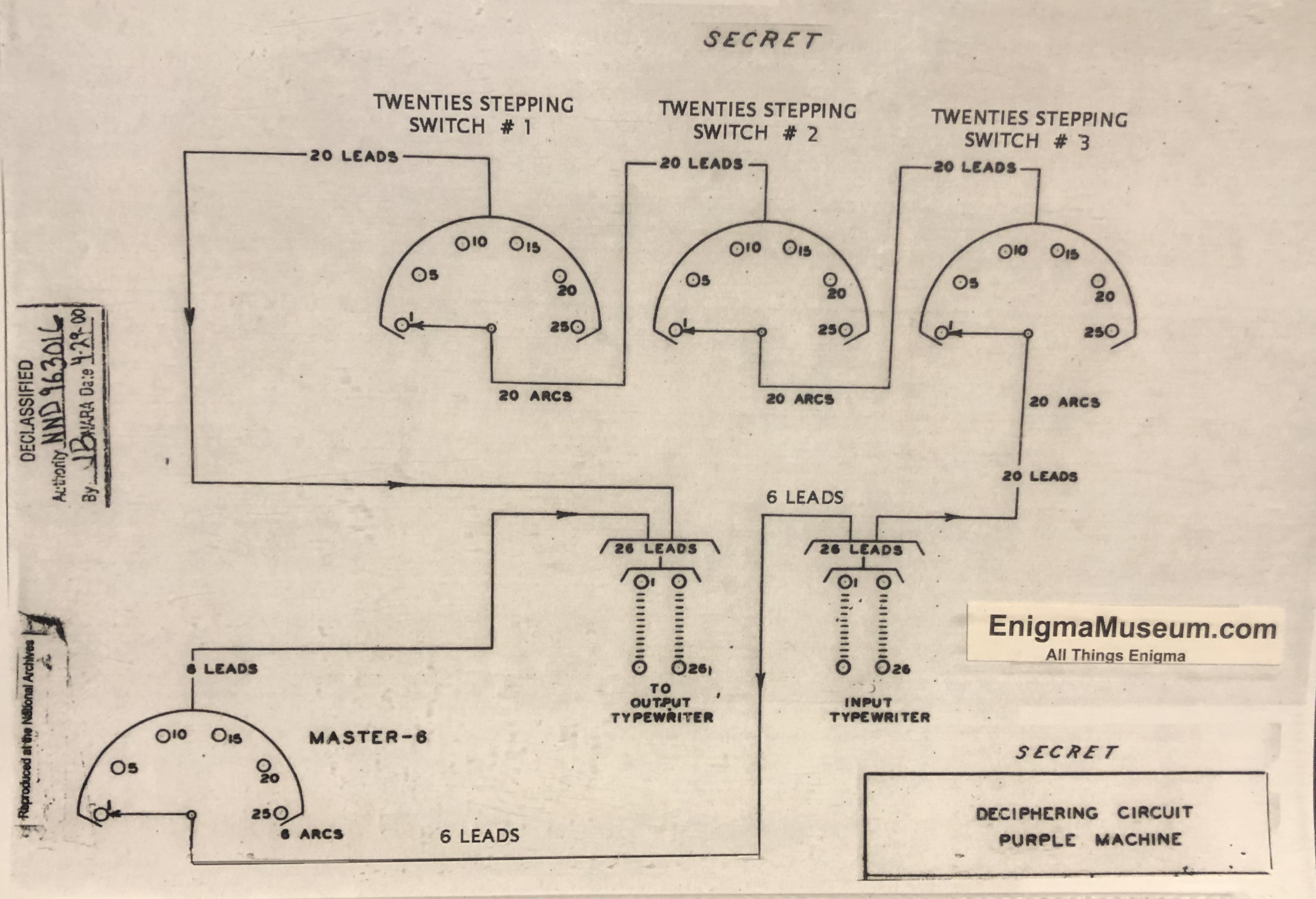
… und ihre Zusammenschaltung im Purple analog.

Die eigentliche Schlüsseleinheit, rechnerisch weitgehend einer 3-Walzen-Enigma entsprechend, befand sich zwischen den beiden Schreibmaschinen. Die Kontakte zwischen Schlüsseleinheit und Schreibmaschine konnten zum Transport abgenommen und zum Einstellen weiterer Schlüssel verändert werden.
Anstelle von Rotoren verwendete Purple gestaffelt hintereinander liegende Wählschalter, wie sie auch in Telefonvermittlungsstellen eingesetzt wurden. Das Grundelement war ein elektromechanischer Schalter mit einem sechspoligen Eingang und einem Arm, der auf 25 verschiedene Ausgangs-Positionen geschaltet werden konnte. Der Arm wurde von einem Elektromagneten bewegt und um je eine Position weitergeschaltet, bis zum Erreichen der letzten Position, von der er mittels Feder wieder in die Ausgangsstellung zurückfuhr.
In jeder Schaltposition schlossen sich die multiplen Kontakte auf Arm und Ausgang, jeweils ein Kontakt für jeden verschlüsselbaren Buchstaben, und bildeten den für die Verschlüsselung notwendigen Stromkreis.
Die die eigentlichen Schlüsselalphabete bildende Verdrahtung lag starr zwischen den Wählschaltern. Anders als beim Rotorprinzip war sie nicht austauschbar.
Der Stromkreis lief für die Ver- und Entschlüsselung der 20 Mitlaute durch drei Wählschalter hintereinander, wobei jeweils vier Schalter parallel geschaltet waren (eine Batterie aus zwölf Schaltern), für die sechs Selbstlaute lief der Kontakt lediglich durch einen einzigen getrennt laufenden Wählschalter.
Purple ähnelt in Aufbau, Bauart und Größe den japanischen Coral- und Jade-Chiffriermaschinen, die ebenfalls Wählschalter, allerdings in größerer Zahl, verwendeten. Andere bekannte japanischen Schlüsselmaschinen, wie Red und Orange verwendeten hingegen Halbrotoren. Das zeitgleich verwendete JN-25-Verfahren nutzte ein Codebuch. Die weniger verbreitete – Enigma-ähnliche – japanische Maschine San-shiki Kaejiki (alliierter Deckname „Sapphire“) verwendete vier Rotoren mit vertikalen Achsen. Eine speziell für den Nachrichtenverkehr der beiden Kriegsverbündeten Deutschland und Japan konzipiertes deutsches Enigma-Modell war die Enigma-T (von den Deutschen auch „Tirpitz“ und den Japanern „Tirupitsu“ genannt, alliierter Deckname „Opal“).

## Geschichte

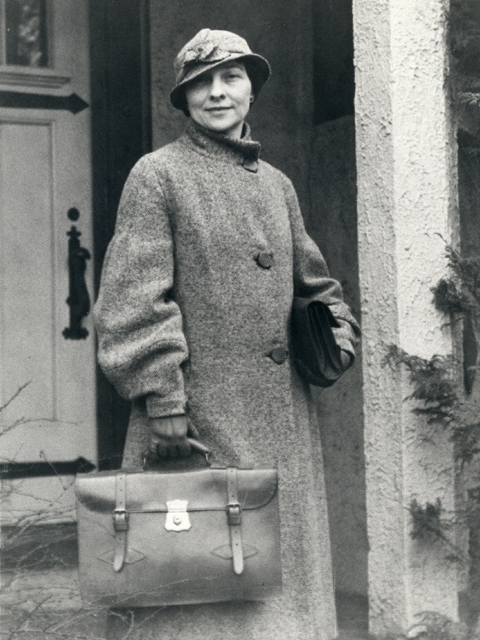
Elizebeth Friedman (1892–1980)

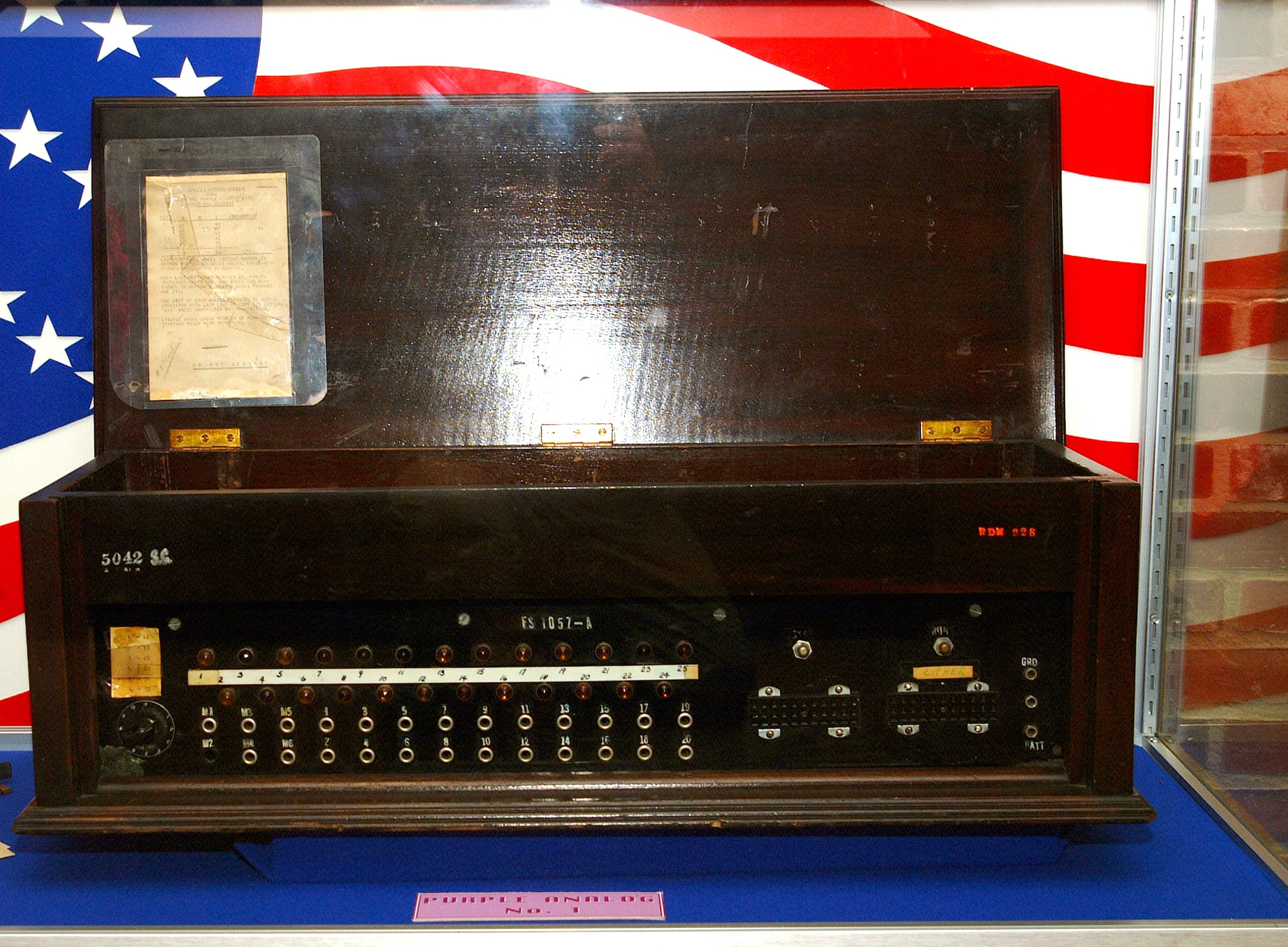
Amerikanischer Purple-Nachbau

Nach ersten Einbrüchen in japanische Codesysteme um 1940 wurde Purple durch die United States Coast Guard Unit 387 unter Leitung der amerikanischen Kryptoanalytikerin Elizebeth Friedman (Bild) gebrochen. Später war man aufgrund der wichtigen Beiträge von Leo Rosen in der Lage, die Maschine nachzubauen und Funksprüche im Rahmen der Aktion MAGIC zu entziffern. Als MAGIC-Code wurden auf amerikanischer Seite abgefangene und entzifferte Informationen bezeichnet, die nach dem Purple-Verfahren verschlüsselt waren. Damit wollte man die Tatsache verschleiern, dass man Purple geknackt hatte. Sowohl der Nachbau als auch das Original verwendeten Telefonwählschalter. Purple und andere japanische Verfahren galten auf japanischer Seite als ungebrochen und wurden während des ganzen Krieges eingesetzt.
Im Dezember 1941 wurde ein mit Purple verschlüsselter Funkspruch mitgehört und entziffert. Der 14-teilige Text enthielt den Abbruch der diplomatischen Beziehungen und war letztendlich die Kriegserklärung vor dem Angriff auf Pearl Harbor. Verzögerungen bei der Auswertung und Weitergabe der Information verhinderten eine rechtzeitige Warnung – die Nachricht traf, mittels regulär-zivilem Telegramm, nach dem Angriff auf dem Flottenstützpunkt ein.
Anzumerken ist, dass die britischen und amerikanischen Bemühungen, japanischen Code zu entziffern und den Funkverkehr zu lesen, weitergingen. Die Kenntnis des japanischen JN-25-Codebuchs und die Bestimmung der Midwayinseln als japanisches Angriffsziel durch eine Gruppe unter dem Kryptologen Joseph Rochefort waren 1942 letztlich entscheidend für den Ausgang der Schlacht um Midway. Ähnliches kann für die Schlacht in der Korallensee (japanisches Ziel waren australische Stellungen auf Papua-Neuguinea) behauptet werden. Später ermöglichten entzifferte Reisepläne den gezielten Abschuss des Flugzeugs des japanischen Befehlshabers Admiral Yamamoto Isoroku, der den Angriff auf Pearl Harbor mitgeplant hatte.
Die einzig bekannten authentischen Überreste (Bild ganz oben) einer Purple-Machine wurden in den Ruinen der Japanischen Botschaft in Berlin gefunden und befinden sich nun im öffentlich zugänglichen Museum der National Security Agency (NSA). Die damit verschlüsselten japanischen Beschreibungen deutscher Militärtechnik und von Befestigungsanlagen, wie dem Atlantikwall in Frankreich, waren zuvor „mitgelesen“ worden.